# Želešice, Brno-venkov
Želešice là một làng thuộc huyện Brno-venkov, vùng Jihomoravský, Cộng hòa Séc.